# Cathédrale de l'Élévation-de-la-Croix de Toutaïev
La cathédrale de l'Élévation-de-la-Croix ou cathédrale de l'Exaltation-de-la-Croix (en russe : Крестовоздвиженский собор) est l'édifice principal du village de Romanov, qui fut réuni à celui de Borissoglebsk pour devenir plus tard la ville de Toutaïev. Cette dernière est à cheval sur la Volga. La cathédrale se trouve sur la rive gauche du fleuve, entourée d'anciens remparts en terre. Elle n'attire l'attention ni par son volume, ni par des tambours très élevés, mais par sa silhouette puissante aux formes relativement dépouillées et son charme,. C'est un édifice de l'Anneau d'or sur la Haute-Volga.

## Histoire et caractéristiques
Suivant la légende, la première cathédrale dédiée à l'Élévation de la Croix fut construite à la demande du prince d'Ouglitch, Roman Vladimirovitch vers 1280. D'autres sources citent l'intervention du prince de Iaroslavl, Roman Vasilievitch, aux environs de l'année 1345. Il est plus probable que la partie principale de l'édifice en pierre date du XVIe siècle plus précisément des années 1560 à 1570, à l'époque d'Ivan le Terrible. Ses chapelles et papertes autour du corpus central la font ressembler aux églises de Iaroslavl de la première moitié du XVIIe siècle. Mais si on l'imagine sans celles-ci, elle prend des formes plus proches des édifices de l'époque d'Ivan le Terrible. Par exemple, celles de l'église Sainte-Sophie de Vologda, ou celles du monastère Nikitski à Pereslavl-Zalesski.

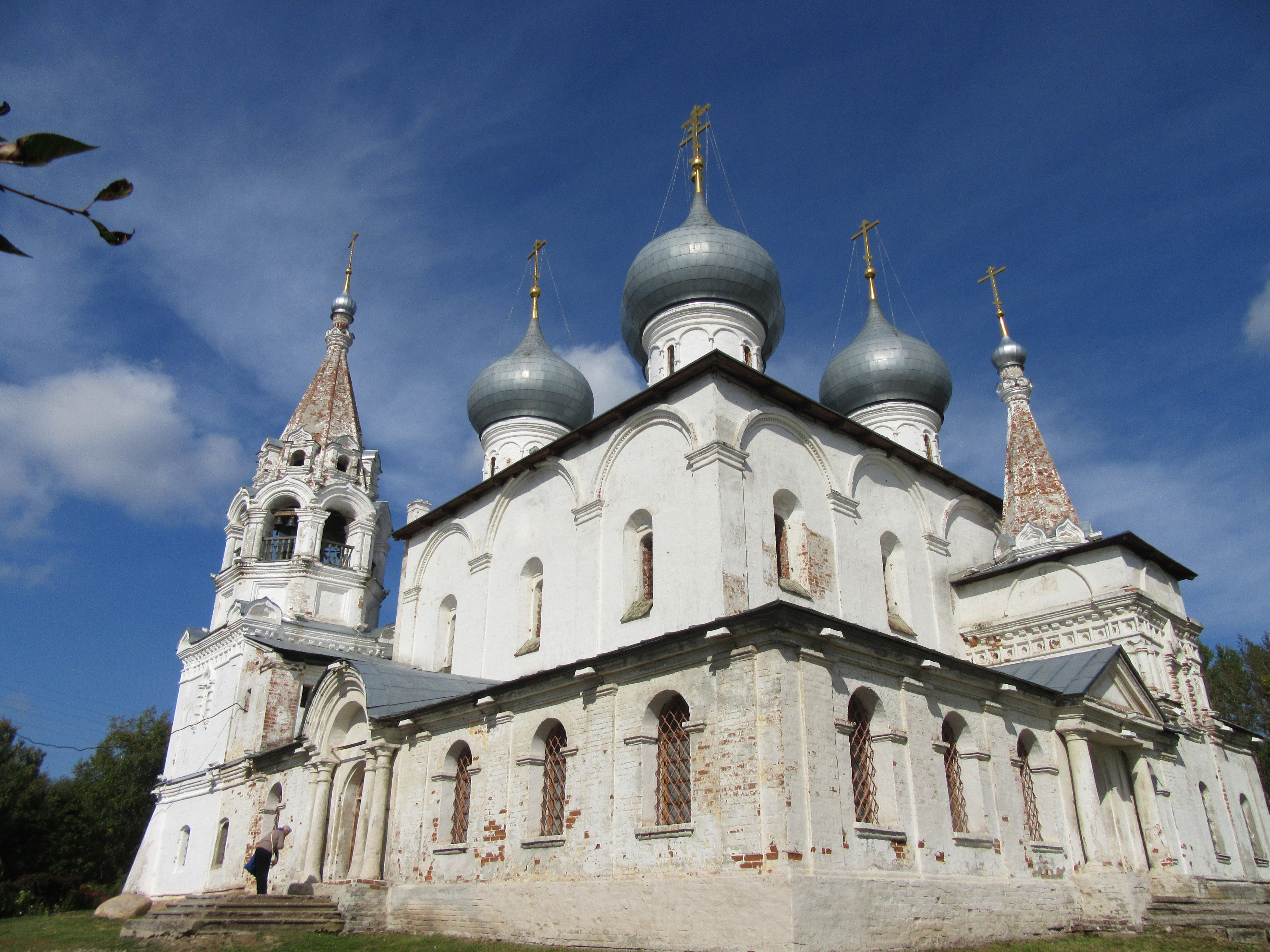
Église de l'Élévation-de-la-Croix à Toutaïev.

À l'intérieur de l'édifice sont aménagées trois chapelles : celle de l'Élévation de la Croix, celle de la Présentation de Marie au Temple et celle de l'icône de Notre-Dame de Smolensk.

## Fresques deGoury Nikitine
Des fresques murales de l'école de Kostroma sont conservées dans la cathédrale. Les plus anciennes ont été réalisées au début des années 1650 par l'artel de Vasili Iline. Dans cet artel s'introduisirent également les jeunes artistes tels que Sergueï Vasiliev et surtout Goury Nikitine. En 1676, ce dernier prit la direction de l'artel. Il était un des iconographes les plus réputés de l'époque et avait à son actif des œuvres murales à Iaroslavl, à Kostroma, à Souzdal et au kremlin de Moscou.   
Les sujets choisis dans la cathédrale de l'Élévation-de-la-Croix sont relatifs à la création du monde et au jugement dernier et encore l'apocalypse et divers autres sujets du Nouveau Testament. Sur les piliers sont représentés : la Vierge Marie, des saints de l'Église russe tels que Dimitri Ivanovitch, Dimitri Priloutski, le prince Roman d'Ouglitch, la princesse Olga. Les voûtes se consacrent au thème général de la Croix. Le mur ouest est consacré à l'Apocalypse dans une version courte. La Passion occupe les murs sud. Une partie des fresques a pour auteur Goury Nikitine.  

Apocalypse selon saint Jean
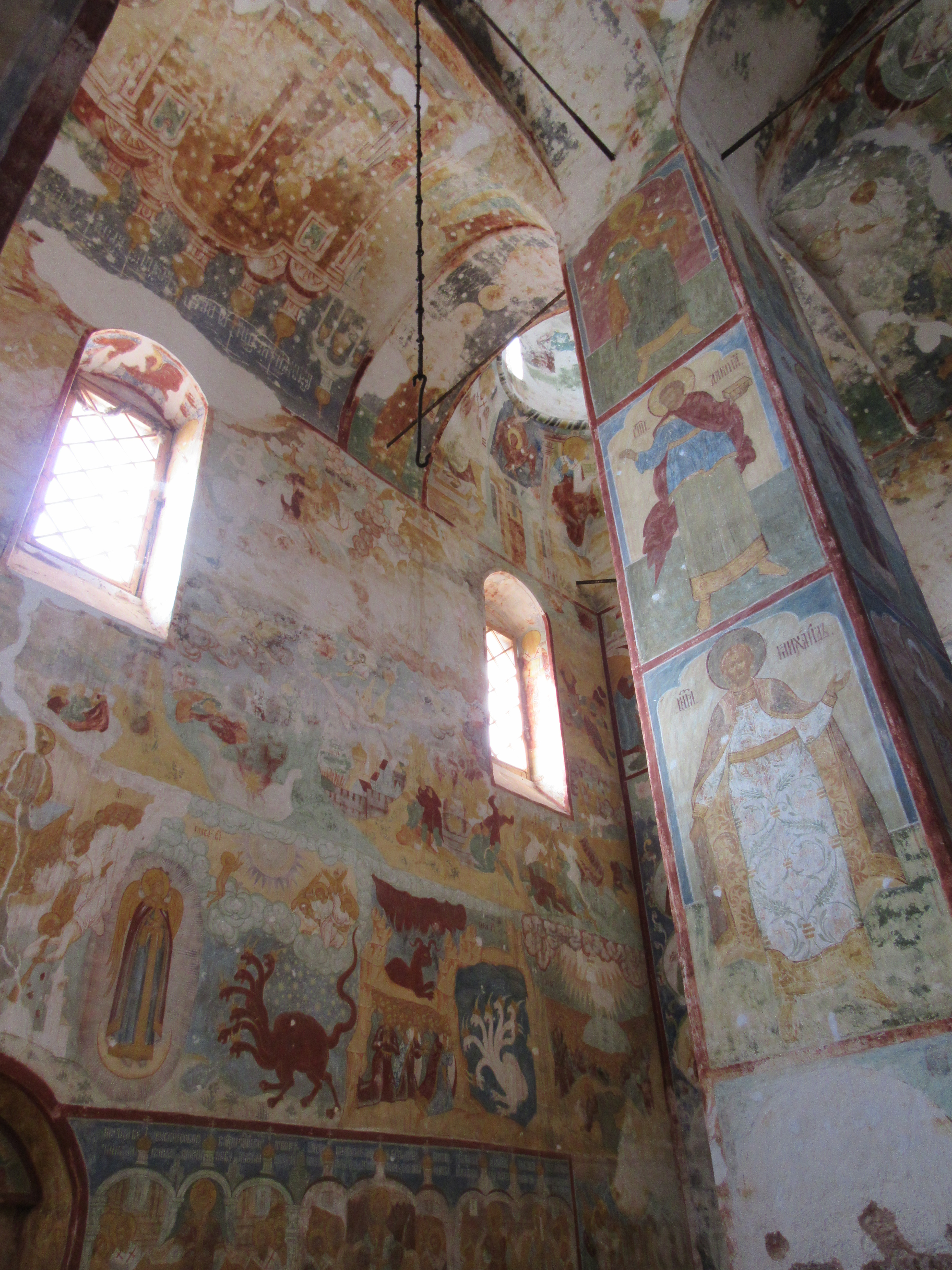
Fresques dans l'église de l'Élévation-de-la-Croix à Toutaïev, version abrégée de l'Apocalypse. Apocalypse selon saint Jean, chap. XII, 1-2.
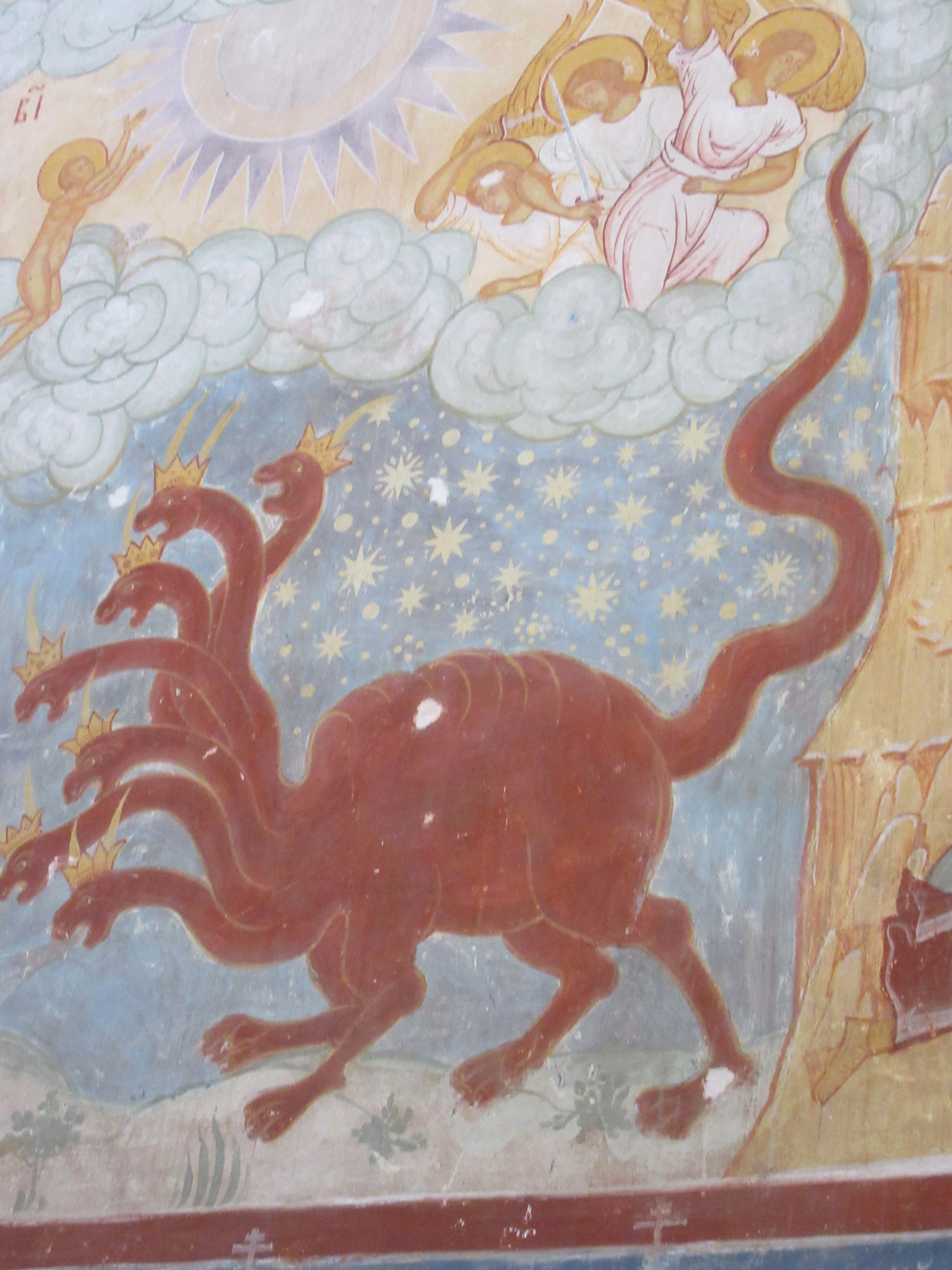
Fresque de la bête de la Grande Prostituée de l'apocalypse à la cathédrale de l'Élévation-de-la-Croix. Apocalypse selon saint Jean, chap. XII, 3-4.
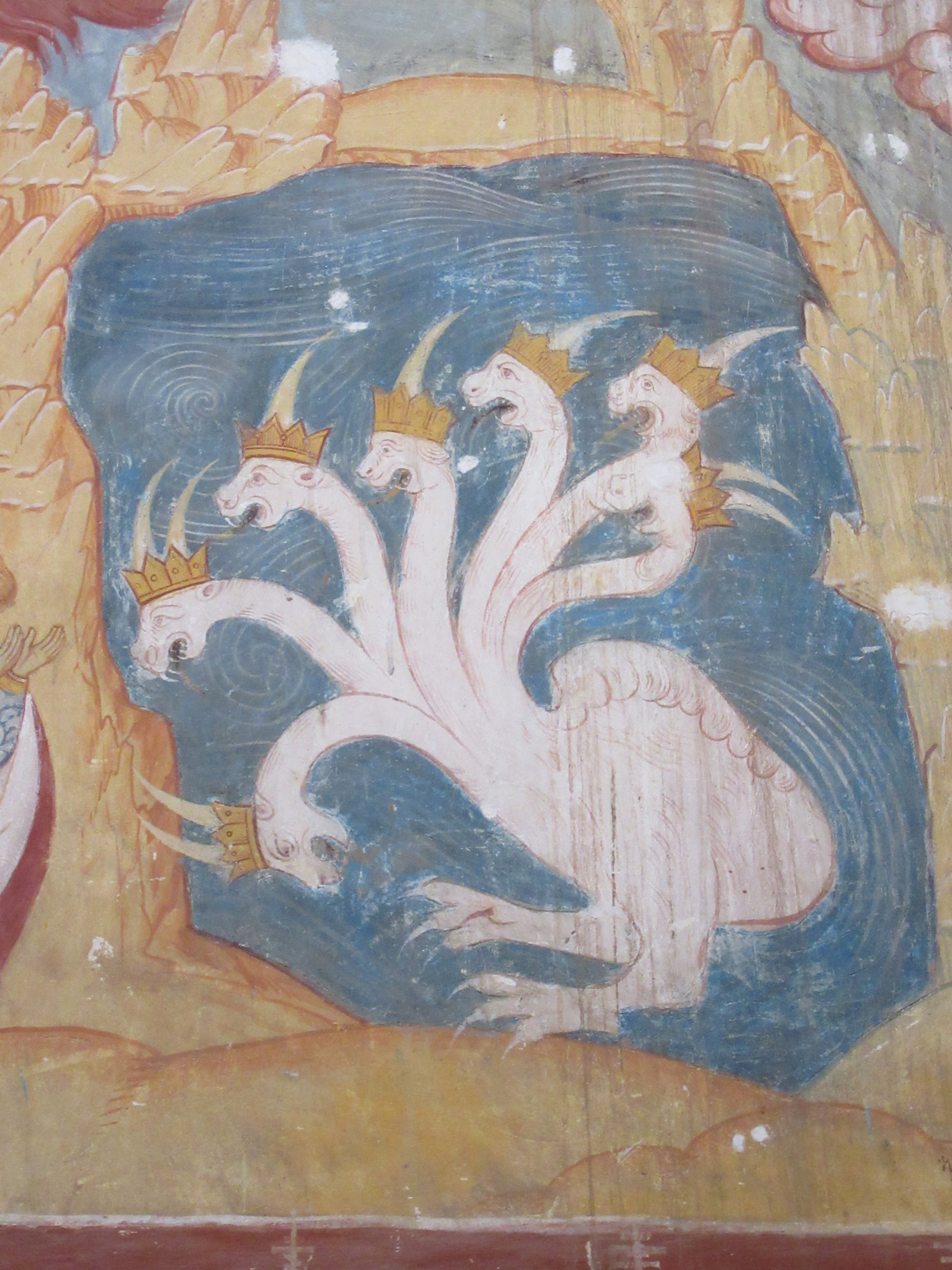
Fresque de la bête de la Grande Prostituée de Babylone sur les murs de la cathédrale. Apocalypse selon saint Jean, chap. XIII, 1-2.

« Il parut encore un grand prodige dans le Ciel : Une femme qui était environnée du soleil et qui avait la lune sous ses pieds, et une colonne de douze étoiles sur la tête: Elle était grosse et elle criait étant en travail et dans les douleurs de l'enfantement. »

— Apocalypse selon saint Jean, chap. XII, 1-2.

« Un Grand dragon, rouge feu, avec sept têtes et dix cornes, et, sur chacune des sept têtes, un diadème. Sa queue , entraînant le tiers des étoiles du ciel, les précipita sur la terre: ensuite le dragon se tint devant la femme qui allait enfanter, afin de dévorer son enfant lorsqu'elle serait accouchée. »

— Apocalypse selon Saint Jean, chap. XII, 3-4.

« Je vis ensuite une bête qui montait de la mer, et qui avait sept têtes et dix cornes, avec dix diadèmes sur les dix cornes, et des noms de blasphèmes sur les têtes. Cette bête que je vis était semblable à un léopard; elle avait les pieds comme ceux d'un ours et la gueule comme celle d'un lion, et le dragon lui donna la force et la puissance. »

— Apocalypse selon saint Jean, chap. XIII, 1-2.
L'iconostase sculptée de la fin du XVIIe siècle a vu ses tableaux enlevés après la fermeture de l'église. La cathédrale fut transformée en entrepôt de grain après la révolution. Cela provoqua des dégâts surtout dans les parties basses des murs.

## Restauration
En 1980, des travaux sont entrepris à la toiture et aux façades. En 1992, la cathédrale retourne dans le patrimoine de l'Église orthodoxe russe. Elle est rattachée à la Collégiale de la Résurrection de Toutaïev. Les travaux de restaurations de peintures se poursuivent en 2015. Une chapelle située au nord de l'édifice permet d'assurer un service religieux.
En 2012 fut créé un "Fonds Goury Nikitine" destiné à financer la restauration complète de cette cathédrale.